# Свято-Троїцька церква (Гельмязів)
Свято-Троїцька церква — храм Черкаської єпархії Української Православної церкви (МП) у селі Гельмязові Золотоніського району Черкаської області, пам'ятка архітектури національного значення.

## З історії храму
Троїцьку церкву збудували на кошти місцевого заможного козака Федора Савенка в 1841 році. Будували церкву за проектом відомого архітектора Василя Стасова. 
У радянський час культова споруда використовувалась не за призначенням. 
Уперше церкву відреставрували в 1987 році, за деякий час культову споруду відремонтували вдруге.

## Опис
Троїцьку церкву збудували в стилі пізнього неокласицизму. Храм — цегляний хрестоподібний в плані і з одним куполом. Головним є західний фасад церкви, який оформлений портиком з чотирьох колон тосканського ордера, над фасадом височіє дзвіниця. Аналогічними портиками також акцентовані центральні частини південного і північного фасаду, які завершуються трикутними фронтонами.
На стінах церкви ще збереглися елементи монументального живопису.